# Paulina Bałdyga
Paulina Bałdyga est une joueuse de volley-ball polonaise née le 24 juillet 1996 à Ostrołęka. Elle mesure 1,74 m et joue au poste de passeuse. 

## Clubs
| Club                | De        | À         |
| ------------------- | --------- | --------- |
| OTPS Nike Ostrołęka |           | 2011-2012 |
| SMS PZPS Sosnowiec  | 2012-2013 | 2013-2014 |
| MOS Wola Varsovie   | 2012-2013 | 2013-2014 |
| KS Pałac Bydgoszcz  | 2014-2015 | 2016-2017 |
| MKS Muszyna         | 2017-2018 | 2017-2018 |
| UKS Jedynka Tarnów  | 2018-2019 | 2018-2019 |
| Budowlani Łódź      | 2019-2020 | 2019-2020 |
| KPS Chemik Police   | 2020-2021 | …         |

## Palmarès
- Championnat d'Europe des moins de 18 ans
  - Vainqueur : 2013.